# Nel bosco (romanzo)
Nel bosco (In the Woods) è un romanzo della scrittrice Tana French, pubblicato nel 2007.
Romanzo d'esordio dell'autrice irlando-statunitense, il libro ha vinto l'Edgar Award, il Premio Macavity, l'Anthony Award e il Premio Barry. In Italia è edito da Mondadori.

## Trama
Il protagonista, detective con una "cicatrice" emotiva tanto profonda quanto misteriosa, risalente alla sua infanzia, investiga assieme a una collega sul misterioso omicidio di un'adolescente nei pressi di un sito archeologico alla periferia di Dublino. Non molto lontano da lì era stato trovato lui stesso, tanti anni prima, selvaggiamente avvinghiato al tronco di un albero, mentre dei suoi compagni non era stata trovata mai più traccia, e sull'accaduto l'amnesia del bambino e l'infruttuosità dell'indagine avevano fatto calare un velo di silenzio. Mentre le varie piste seguite dai due investigatori portano alla luce una trama di intrighi e inquietanti segreti in seno alla comunità d'origine della ragazzina, il protagonista non potrà fare a meno di confrontarsi con il suo passato e di ricordare.

## Edizioni
- Nel bosco, Milano, Mondadori, 2007 traduzione di Michela Benuzzi ISBN 978-88-04-56963-3.